# Gustaf Tranér
Gustaf Aron Tranér, född 10 februari 1843 i Säby socken, död 16 juli 1914 i Stora Åby socken, var en svensk präst.

## Biografi
Gustaf Aron Tranér föddes 1843 på Göljamålen i Säby socken. Han var son till hemmansägaren Gustaf Samuelsson och Eva Danielsdotter. Tranér blev 1862 student vid Uppsala universitet. Han blev 5 maj 1869 filosofie kandidat och 31 maj 1872 filosofie doktor. Tranér blev 1880 student vid Lunds universitet och tog 14 december 1880 teoretisk teologisk examen. Han fick besked 14 mars 1881 att han inte behövde ta praktisk teologisk examen. Den 28 juni 1881 prästvigdes Tranér och började arbeta i Stockholm. Från 12 juni 1873 till 31 december 1883 var han föreståndare för Krafftska friskolan, Stockholm. Tranér tog 14 augusti 1882 pastoralexamen. Han blev 29 oktober 1883 kyrkoherde i Skedevi församling, tillträdde 1884 och blev 10 juni 1898 kyrkoherde i Stora Åby församling, tillträde direkt. Tranér var från 2 mars 1904 till 1911 kontraktsprost i Lysings kontrakt. Han var mellan 1887 och 1892 folkskoleinspektör. Tranér avled 1914 i Stora Åby socken.

### Familj
Tranér gifte sig 22 november 1877 med Augusta Sofia Ehrling (född 1837). Hon var dotter till garvaren Karl Gustaf Ehrling och Margareta Gustafva Sundfors i Strängnäs. De fick tillsammans barnen Anna Eva Augusta (1879–1901) och Carl Gustaf (född 1881).